# Santiago Ixtayutla
Santiago Ixtayutla är en kommun i Mexiko.   Den ligger i delstaten Oaxaca, i den sydöstra delen av landet, 400 km söder om huvudstaden Mexico City.
Följande samhällen finns i Santiago Ixtayutla:
- El Carasol
- Pueblo Viejo
- Villa Nueva
- El Mosco
- Llano Verde
- El Huamuche
- Yucuyá
- Buena Vista
- Las Trojes
- La Cuchara
- Corral de Piedra
- Tierra Colorada
- Llano Escondido
- El Ocote
- Macahuite
- Caña Muerta